# Новиков, Алексей Степанович
Алексей Степанович Новиков (1895, с. Подзавалово, Орловский уезд, Орловская губерния, Российская империя — 1958) — советский государственный деятель. Нарком местной промышленности Казахской ССР.

## Биография
Алексей Степанович Новиков родился в 1895 году в селе Подзавалово Орловской губернии в семье крестьянина. По национальности русский.

### Образование
В 1922–1923 годах экстерном сдал экзамены за среднюю школу в Орле.
В 1928–1930 годах обучался на курсах марксизма-ленинизма при ЦК ВКП(б) в Москве.
В 1932–1933 годах посещал курсы дипломатических работников при Народном комиссариате иностранных дел СССР.

### Трудовая деятельность
С юных лет до 1917 года рабочий-металлист завода Бельгийского акционерного общества в Донбассе.
В 1917 году, во время Гражданской войны командир партизанского отряда на Украине, затем до 1919 года заместитель председателя Орловского уездного исполкома.
В 1919-1924 годах служил в Рабоче-Крестьянской Красной Армии, где был военным комиссаром полка и бригады 24-й стрелковой дивизии на Западном фронте и уездным военным комиссаром ряда уездов на Западном фронте и в Крыму.
В 1924-1928 годах член Крымской областной контрольной комиссии ВКП(б), секретарь Ялтинского райкома ВКП(б).
В 1928-1930 годах слушатель курсов марксизма-ленинизма при ЦК ВКП(б) в Москве. По завершении курсов инструктор отдела промышленности ЦК ВКП(б), заведующий организационно-инструкторским отделом райкома ВКП(б) в Москве.
В 1933-1935 годах начальник политического отдела Прикумского мясоводхоза на Северном Кавказе, начальник политического сектора свиноводческого треста в г.Одесса.
В 1935-1940 годах помощник заведующего отделом, заведующий сектором и заместитель заведующего отделом промышленности ЦК ВКП(б), заместитель председателя Комиссии по военной промышленности, секретарь и главный контроллер Комитета обороны при Совнаркоме СССР.
В 1940-1941 годах заместитель наркома государственного контроля СССР.
В 1941 году, с началом Великой Отечественной войны, возглавил комбинат №179 Наркомата боеприпасов СССР в Новосибирске, выполняя важные задачи по обеспечению фронта боеприпасами. Затем был заместителем директора чугунолитейного завода имени П. Войкова в Москве.
С ноября 1942 по июнь 1943 года первый заместитель наркома, с июня 1943 по декабрь 1945 года нарком местной промышленности Казахской ССР , где координировал работу предприятий, производящих товары местного значения для нужд фронта и тыла.
С декабря 1945 года управляющий делами Наркомата технических культур СССР в Москве.
С 1947 года начальник главного управления рабочего снабжения Министерства судостроительной промышленности СССР.
С 1950 года начальник сельхозотдела Министерства судостроительной промышленности СССР.
В 1950-1953 годах начальник транспортного отдела Министерства судостроительной промышленности СССР.
В 1953-1954 годах начальник 1-го отдела Министерства тяжелого и транспортного машиностроения СССР.
В 1954 году начальник 1-го отдела Министерства судостроительной промышленности СССР.
Алексей Новиков скончался в 1958 году.

### Семья
Алексей Степанович Новиков был женат, имел сына и падчерицу.

### Награды
Был награжден двумя медалями за заслуги перед Родиной.